# Heinkel HD 37
Heinkel HD 38 – powstały na zamówienie Armii Czerwonej samolot myśliwski. Za projekt i budowę prototypów odpowiedzialna była niemiecka wytwórnia Heinkel. W nomenklaturze radzieckiej maszyna otrzymała oznaczenie I-7 (ros. И-7).

## Historia
Radzieccy wojskowi mieli okazje zapoznać się z doświadczeniami niemieckich lotników, którzy brali udział w zajęciach prowadzonych na terenie Szkoły Pilotów Wojskowych w Lipiecku. Szczególnie pozytywne wrażenie wywarł na nich niemiecki samolot rozpoznawczy i myśliwski Heinkel HD 17. W konsekwencji Heinkel podpisał ze Związkiem Radzieckim umowę na zaprojektowanie i wybudowanie dwóch egzemplarzy prototypowych nowego myśliwca z opcją zakupu praw do produkcji licencyjnej w ZSRR. Budowę obydwu maszyn rozpoczęto pod koniec 1927 roku. Pierwsza z ukończonych maszyn została oblatana na początku kwietnia 1928 roku. W dziewiczym locie, za jej sterami siedział Joachim von Köppen, kierownik Niemieckiego Instytutu Doświadczalnego Lotnictwa (niem. Deutsche Versuchsanstalt für Luftfahrt). W połowie tego samego miesiąca, pilotem testowym został szwedzki pilot doświadczalny, Nils Söderberg. W trakcie intensywnych lotów testowych zwrócił uwagę na zbyt duży kąt natarcia z jakich maszyna startowała i poschodziła do lądowania. Dzięki jego uwagą, konstruktorzy powiększyli powierzchnię usterzenia pionowego i poziomego. W trakcie jednego zlotów, Söderberg uzyskał na odcinku 3 km prędkość 327 km/h a następnie, w trakcie następnych lotów wzniósł się na wysokość 9800 m, co wówczas było rekordem wysokości lotu w Niemczech. Pod koniec kwietnia 1928 roku Söderberg zaprezentował obydwie maszyny prototypowe w locie delegacji radzieckiej. Uzyskane osiągi wywarły bardzo duże wrażenie na delegatach, strona radziecka natychmiast sfinalizowała zakup prosząc jednak stronę niemiecką, o zachowanie w tajemnicy rekordowego pod względem pułapu lotu Söderberg. Z tego powodu nie został on nigdy oficjalnie uznany. 

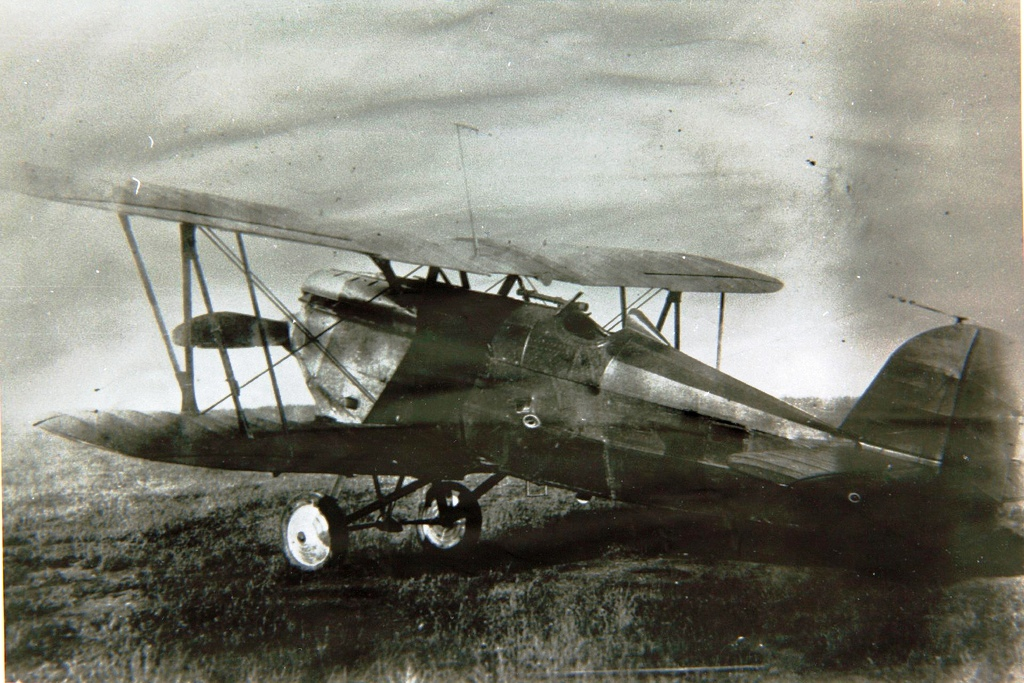
Radziecki I-7

W lipcu 1928 roku pierwszy z prototypów rozpoczął próby w Związku Radzieckim. Loty testowe prowadzili piloci I. F. Kozłow i W. O. Pissarenko. 20 lipca 1928 roku, w trakcie próby korkociągu, utracono jeden z prototypów ale pilot Pissarenko zdołał uratować się na spadochronie. W celu wyjaśnienia katastrofy, Heinkel wysłał Rosji swojego pilota testowego Stephana von Prondzynskiego. Prondzynski odkrył, iż radzieccy piloci nie zapoznali się z całością dokumentów samolotu. Część instrukcji obsługi nie została przetłumaczona z języka niemieckiego. 14 sierpnia 1928 roku Prondzynski rozpoczął testy drugiego dostępnego prototypu. Tym niemniej wypadek spowodował, iż strona radziecka zażądała wprowadzenia w konstrukcji samolotu niezbędnych modyfikacji, które poprawiłyby jego właściwości pilotażowe. W styczniu 1929 roku do Niemiec udała się sowiecka delegacja pod przewodnictwem Jakowa Ałksnisa. Niemiecka wytwórnia dokonała niezbędnych modyfikacji. Wybudowano kolejne dwa prototypy, które otrzymały oznaczenie Heinkel HD 43a i numery seryjne W.Nr. 326 i 327. Maszyny oblatano latem 1929 roku a pod koniec tego samego roku obydwa samoloty trafiły do Związku Radzieckiego gdzie w styczniu 1930 rozpoczęto ich testy w locie. Po ich zakończeniu okazało się, że HD 43 ma gorsze właściwości pilotażowe i osiągi niż HD 37. Tym samym odrzucono ofertę zakupu HD 43 pozostając przy modelu HD 37. Montaż licencyjnej wersji HD 37, oznaczonej w Związku Radzieckim jako I-7, rozpoczęto w 1931 roku w Moskiewskim Zakładzie nr 1. Zamiast oryginalnego silnika BMW, używano produkowany na licencji w ZSRR silnik M-17. Osiągi radzieckich samolotów odbiegały od parametrów zbudowanych w Niemczech prototypów. Było to efektem niskiej jakości produkcji, braku doświadczenia i prymitywnych warunków pracy. Po wybudowaniu 131 egzemplarzy i równoległym wprowadzeniu do produkcji myśliwca rodzimej konstrukcji I-5, zaprzestano dalszej budowy I-7.

## Konstrukcja
HD 37 (I-7) był dwupłatowym, jednoosobowym myśliwcem. Konstrukcja kadłuba opierała się na stelażu wykonanym z rur molibdenowo-stalowych. Kadłub w przedniej części, z silnikiem do kabiny pokryty był płytami aluminiowymi, w dalszej części płótnem i częściowo sklejką. Skrzydła o drewnianej konstrukcji pokryte płótnem.  Górne, o większej rozpiętości, wysunięte do przodu względem dolnego. Płaty połączone ze sobą i z kadłubem zastrzałami w kształcie litery N. Odkryta kabina pilota umieszczona w najwyższym punkcie kadłuba gwarantująca doskonałą widoczność. Podwozie stałe z płozą ogonową. Wersja wyprodukowana w Niemczech napędzana była pojedynczym 12-cylindrowym silnikiem rzędowym BMW VI 7,3 chłodzonym cieczą. Radziecki I-7 napędzany był licencyjną wersją silnika M-17.